# Monohelea litoraurea
Monohelea litoraurea är en tvåvingeart som beskrevs av Ingram och John William Scott Macfie 1921. Monohelea litoraurea ingår i släktet Monohelea och familjen svidknott. Inga underarter finns listade i Catalogue of Life.